# 徳島県道203号鮎喰新浜線
徳島県道203号鮎喰新浜線（とくしまけんどう203ごう あくいしんはません）は、徳島県徳島市を通る一般県道である。

## 概要
徳島市鮎喰町2丁目から徳島市新浜本町2丁目にいたる。路線名の通り、もともとは新浜本町の旧国道55号（現徳島県道120号徳島小松島線）までを結んでいたが、八万町（現国道55号） - 新浜本町の区間は徳島県道29号徳島環状線と重複するようになった。また、園瀬川の北岸をダイレクトに国道55号バイパスまで結ぶ新道が開通している。
国道192号 - 国道438号の区間は眉山山麓を越える峠越え（地蔵越）となる。また、起点側・終点側ともに住宅地が途切れる辺りから大型車の通行が禁止されている。

### 路線データ
- 起点：徳島県徳島市鮎喰町2丁目（国道192号交点）
- 終点：徳島県徳島市新浜本町2丁目（徳島県道29号徳島環状線上、徳島県道120号徳島小松島線交点）
- 総延長：10.740 km（うち重用区間1.772 km、他に旧道 1.694 km・新道 0.905 km）[1]

## 歴史
- 1959年（昭和34年）1月31日 - 徳島県道143号鮎喰新浜線として認定。
- 1972年（昭和47年）3月10日 - 現在の徳島県道203号として再認定。

## 路線状況

### 重複区間
- 国道55号・国道193号（徳島市八万町・大野橋北詰交差点 - 徳島市八万町）
- 徳島県道29号徳島環状線（徳島市八万町 - 徳島市新浜本町2丁目（終点））

### 道路施設

#### 橋梁
- 大野橋（園瀬川、徳島市、国道55号重複区間内）

## 地理

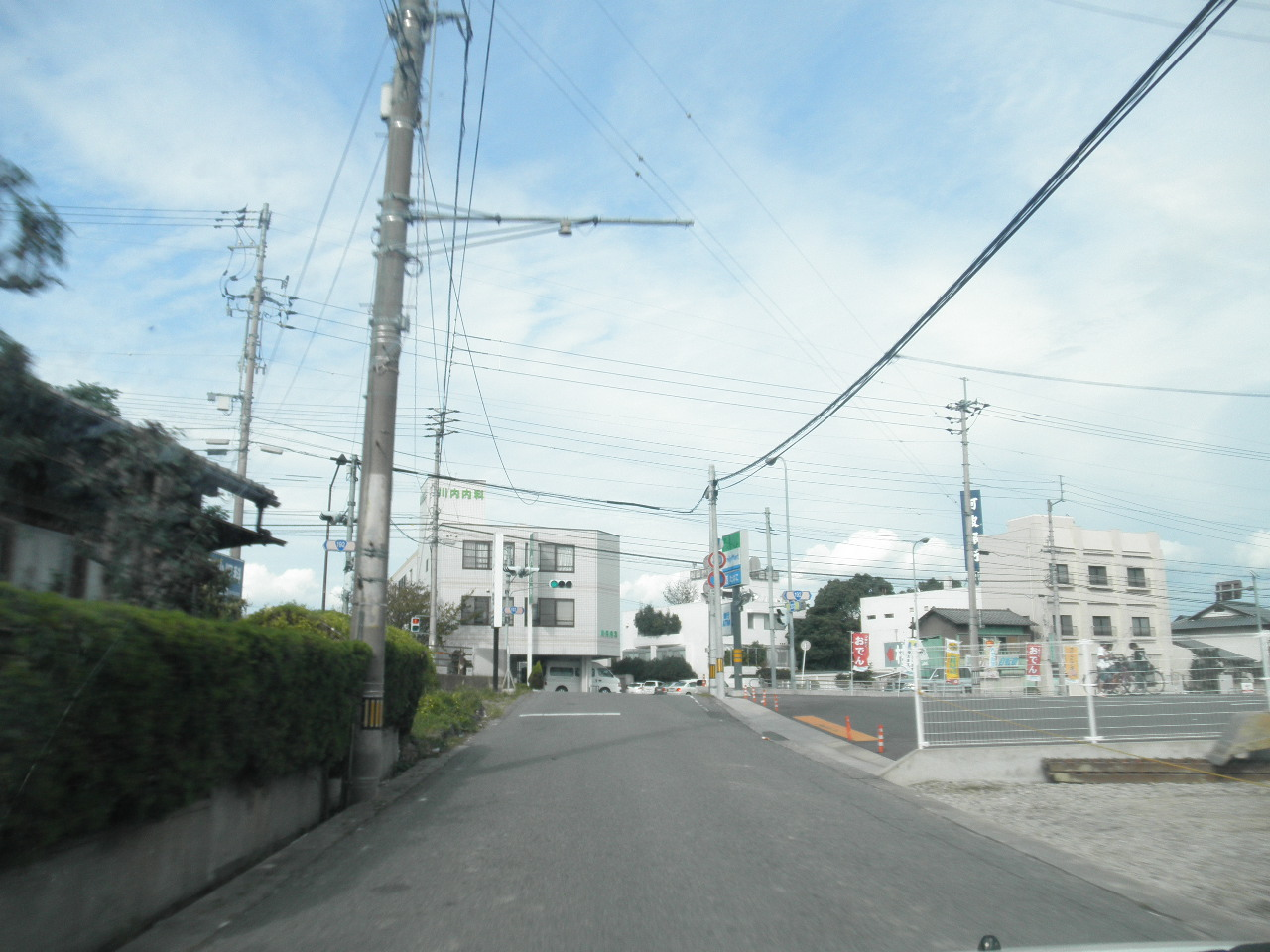
起点付近
徳島市鮎喰町2丁目

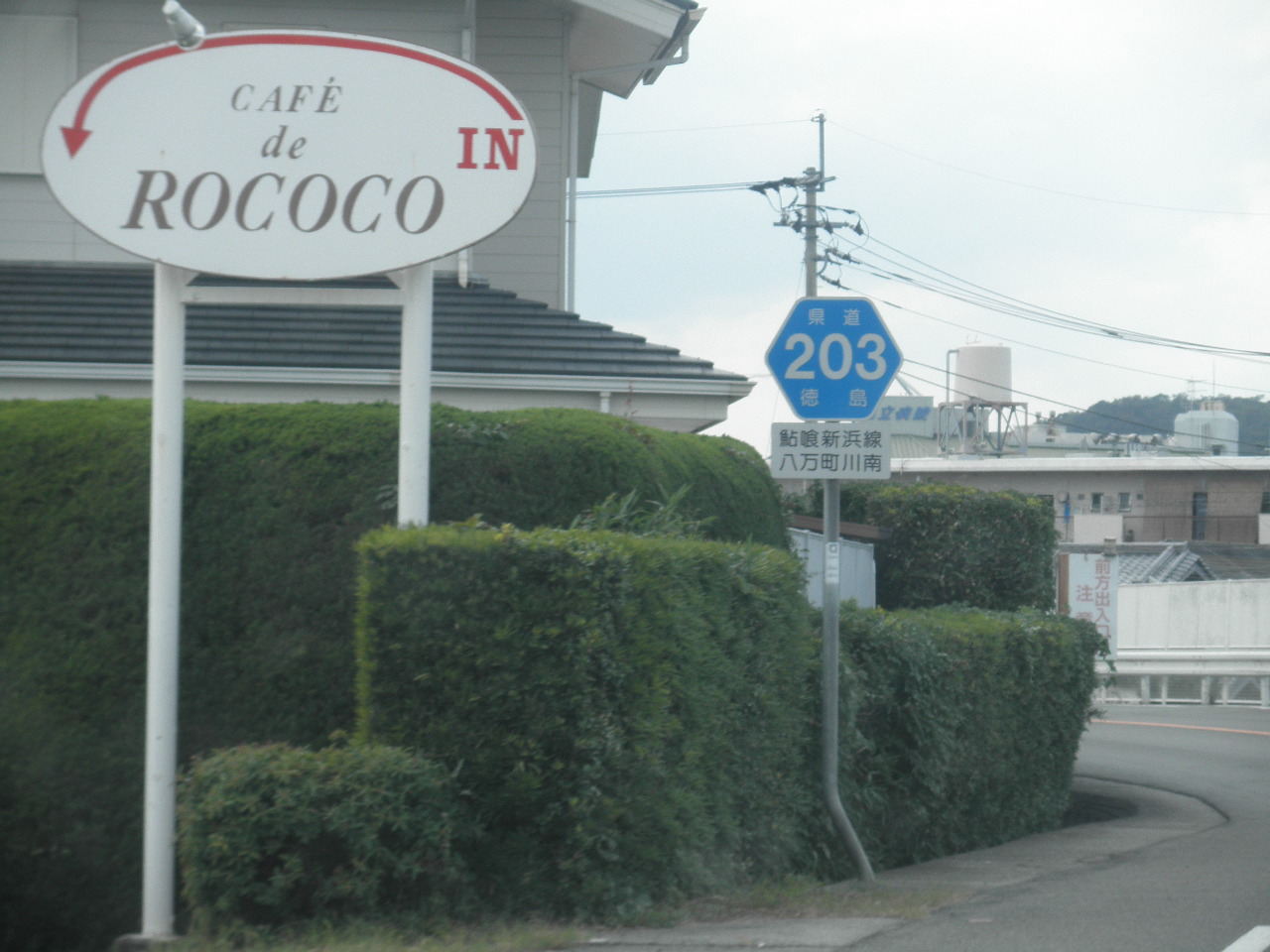
本道の標識
徳島市八万町字川南

### 通過する自治体
- 徳島県
  - 徳島市

### 交差する道路
| 交差する道路                                                                                                | 交差する場所  | 交差する場所     |
| --- | ------------- | ---------------- |
| 国道192号 国道318号 重複                                                                                    | 鮎喰町2丁目   | 起点             |
| 徳島県道203号鮎喰新浜線 / 別線                                                                              | 名東町1丁目   |                  |
| 国道438号 国道439号 重複                                                                                    | 八万町        |                  |
| 徳島県道136号宮倉徳島線                                                                                     | 八万町        |                  |
| 国道55号 重複区間起点 国道195号 重複区間起点                                                                | 八万町        | 大野橋北詰交差点 |
| 国道55号 重複区間終点 国道192号 / 徳島南環状道路 国道195号 重複区間終点 徳島県道29号徳島環状線 重複区間起点 | 八万町        |                  |
| 徳島県道29号徳島環状線 重複区間終点 徳島県道120号徳島小松島線                                               | 新浜本町2丁目 | 終点             |

### 交差する鉄道
- 牟岐線

### 沿線
- 眉山カントリークラブ
- 眉山
- 文化の森総合公園
- 地蔵越
- 長谷川